# (26226) 1998 GJ1
1998 جي جاي 1 (ويعرف أيضًا باسم (26226) 1998 جي جاي 1 وفق تسمية الكوكب الصغير) (بالإنجليزية: 1998 GJ1)‏ هو كويكب ضمن حزام الكويكبات؛ وترتيبه 26226 من حيث الاكتشاف.
اكتُشف هذا الجُرم الفلكي بواسطة Frank B. Zoltowski ‏ في 4 أبريل 1998.

## وصلات خارجية
- (26226) 1998 GJ1 في قاعدة بيانات مختبر الدفع النفاث لأجرام النظام الشمسي الصغيرة

- الاكتشاف · مخطط المدار ·  العناصر المدارية · المعلمات المادية

- (26226) 1998 GJ1 على موقع ويكي سكاي: DSS2, SDSS, GALEX, IRAS, Hydrogen α, X-Ray, Astrophoto, Sky Map, Articles and images